# Шумовский (посёлок)
 Шумовский  — поселок в Большечерниговском районе Самарской области. Входит в сельское поселение Большая Черниговка. 

## География
Находится на расстоянии примерно 14 километров по прямой на запад–юго-запад от районного центра села Большая Черниговка.

## История
Поселок образовался в последнем десятилетии 19 века на земле, принадлежавшей самарским купцам Шихобаловым. Хутор Шумовский (иногда Шихобаловский) назван по фамилии управляющего Шихобаловых Шумова А.Д. К югу от хутора был парк и фруктово-ягодный сад. Поселок входил в совхоз «Глушицкий».

## Население
| 2010 | 2011 | 2012 | 2013 | 2014 | 2015 | 2016 |
| ---- | ---- | ---- | ---- | ---- | ---- | ---- |
| 554  | ↗620 | ↘516 | ↘512 | ↗531 | ↗550 | →550 |

Постоянное население составляло 516 человек в 2002 году (русские 61%) .